# کوژوهارتسی
کوژوهارتسی (به بلغاری: Kozhuhartsi) یک منطقهٔ مسکونی در بلغارستان است که در شهرستان کروموفگراد واقع شده است.